# 澎湖天后宮交陪廟

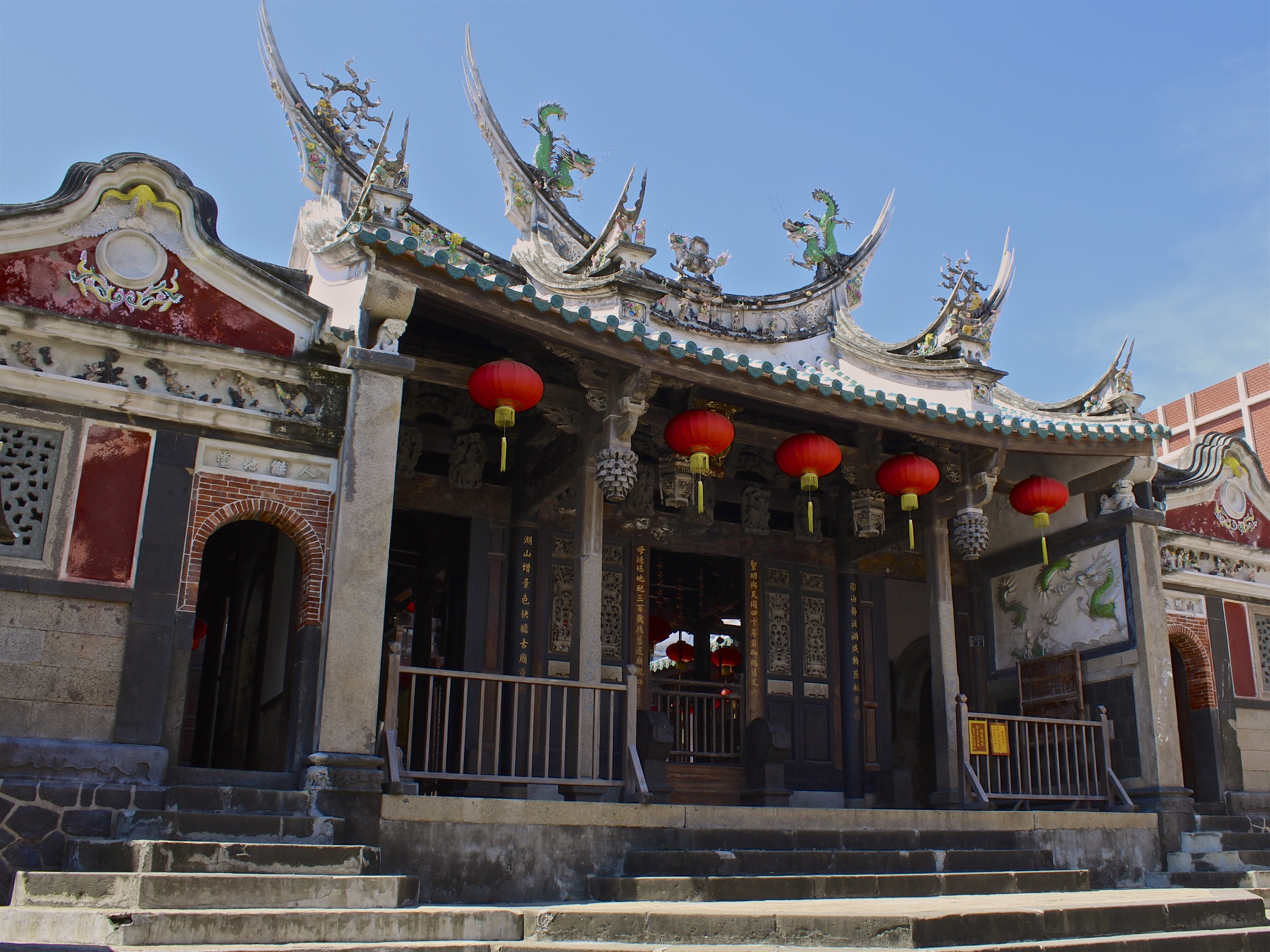
澎湖天后宮，位於媽宮南甲（即今馬公市中央里）

臺灣廟宇繁多，密度亦高，於是有「交陪廟」之傳統，由來已久。每逢友廟主神生日，交陪廟宇均派宮廟委員或代表等準備供品，一同參與慶賀神明生日儀典，作為促長廟際之間情誼的宗教活動。
澎湖天后宮交陪廟主要以馬公市區與市郊為主；民國七十九年（1990年）舉辦澎湖媽祖海上遶境，沿途多間廟宇提供行臺或鼎力襄助之故，天后宮漸將交陪廟拓展至馬公市以外地區。又因民國八十五年（1996年），澎湖天后宮首度遠渡重洋、赴台舉辦遶境活動，台灣本島北、中、南地區亦不乏熱烈款待，亦成澎湖天后宮之交陪廟宇。

## 總表
茲引《開臺澎湖天后宮志》一書，列全台交陪廟廟名如下：
1. 馬公地區：澎湖觀音亭、媽宮城隍廟、澎湖水仙宮、澎湖三官殿、南甲海靈殿、東甲北極殿、北甲北辰宮、紅木埕武聖廟、火燒坪靈光殿、後窟潭威靈殿、西衛宸威殿、神玄宮、應天宮
2. 非馬公地區：赤崁龍德宮、沙港天后宮、竹灣大義宮
3. 台灣本島地區：北港朝天宮、鹿耳門聖母廟、草湖玉尊宮、關廟靈山寺、普化警善堂、三重先嗇宮

### 馬公地區交陪廟列表
| 編號 | 廟名         | 圖片 | 創建年份                    | 主祀     | 廟址                            | 備註                        |
| ---- | ------------ | ---- | --------------------------- | -------- | ------------------------------- | --------------------------- |
| 1    | 澎湖觀音亭   |      | 清．康熙35年 （公元1696年） | 觀音大士 | 澎湖縣馬公市中興里介壽路7號     | 闔澎三大古廟                |
| 2    | 媽宮城隍廟   |      | 清．乾隆44年 （公元1779年） | 城隍尊爺 | 湖縣馬公市重慶里光明路20號      | 闔澎三大古廟                |
| 3    | 澎湖水仙宮   |      | 清．康熙35年 （公元1696年） | 水仙尊王 | 澎湖縣馬公市中央里中山路6巷9號  | 澎湖四大古廟 闔澎公廟       |
| 4    | 澎湖三官殿   |      | 清．乾隆四年 （公元1739年） | 三官大帝 | 澎湖縣馬公市陽明里新生路195號   | 闔澎公廟                    |
| 5    | 南甲海靈殿   |      | 清．同治三年 （公元1864年） | 蘇府王爺 | 湖縣馬公市復興里中山路12巷3號   | 媽宮三大甲頭廟              |
| 6    | 東甲北極殿   |      | 不詳                        | 真武大帝 | 澎湖縣馬公市啟明里啟明街2號     | 澎湖四大古廟 媽宮三大甲頭廟 |
| 7    | 北甲北辰宮   |      | 日．明治32年 （公元1899年） | 朱府王爺 | 澎湖縣馬公市長安里中正路7巷4號  | 媽宮三大甲頭廟              |
| 8    | 澎湖武聖廟   |      | 遲於康熙23年 （1684年）     | 關聖帝君 | 澎湖縣朝陽里陽明路30號          | 澎湖四大古廟 闔澎公廟       |
| 9    | 火燒坪靈光殿 |      | 日．昭和七年 （公元1932年） | 朱府王爺 | 澎湖縣馬公市光榮里文光路35巷7號 | 東西澳角頭廟                |
| 10   | 後窟潭威靈殿 |      | 乾隆年間                    | 池府王爺 | 澎湖縣馬公市重光里55號          | 東西澳角頭廟                |
| 11   | 西衛宸威殿   |      | 傳為康熙38年 （公元1699年） | 真武大帝 | 澎湖縣馬公市西衛里95號          | 東西澳角頭廟                |
| 12   | 神玄宮       |      | 民國67年 （公元1978年）     | 龍天君   | 馬公市光明里陽明路229號         |                             |
| 13   | 應天宮       |      | 民國78年 （公元1989年）     | 天上聖母 | 馬公市重光里120號               |                             |